# Rue Sainte-Marguerite (Pantin)
La rue Sainte-Marguerite est une voie de communication de Pantin.

## Situation et accès
Située dans le quartier des Quatre-Chemins, la rue est desservie par la Station de Métro Aubervilliers - Pantin - Quatre Chemins.

## Origine du nom

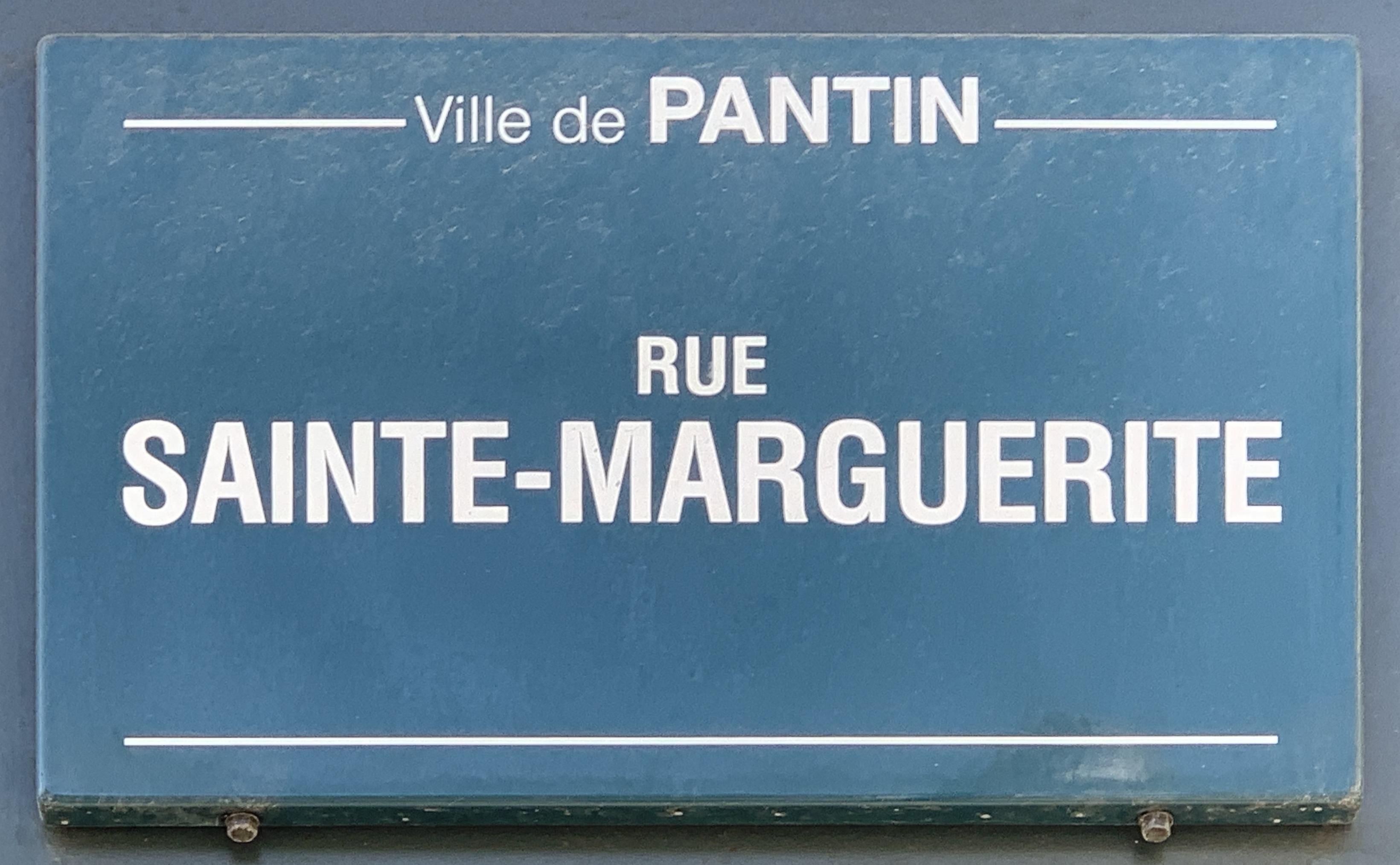
Plaque de la rue.

## Historique

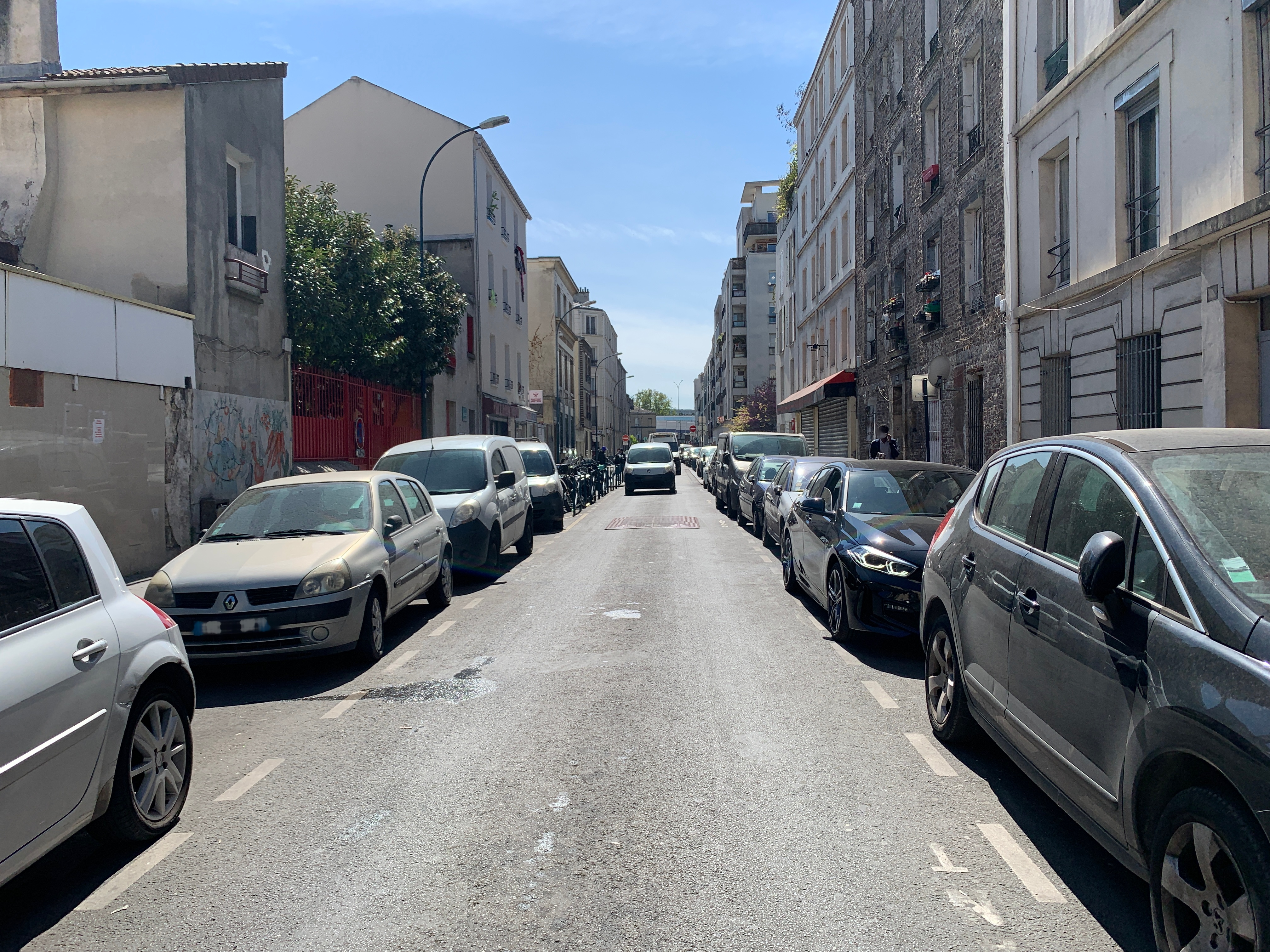
La rue en avril 2021.

L'urbanisation du quartier des Quatre-Chemins où se trouve cette rue, est due à l'achat dans les années 1860 par messieurs Leroy et Forest, des terres de l'ancienne ferme du Rouvray, qui sont loties à partir de 1873.
La ferme de Rouvray, présente sur le plan de Roussel de 1730, était située le long du chemin d'Aunay. Elle appartenait au Prieuré Saint-Martin-des-Champs. Un de ses fermiers, Jacques Cottin, a laissé son nom à une rue toute proche.
Sont alors créées, en plus de cette rue, les rues Berthier, rue Lapérouse, Blanche (aujourd'hui rue du Chemin-de-Fer), Davoust, Magenta et Solférino (aujourd'hui rue Pasteur).
En 2015 a lieu un projet de réaménagement de l'îlot Sainte-Marguerite.

## Bâtiments remarquables et lieux de mémoire
- Le dispensaire de la rue Sainte-Marguerite fut édifié en 1924 grâce à la politique de santé publique menée durant l'entre-deux-guerres[6]. C'est aujourd'hui un centre municipal de santé[7].
- Square Sainte-Marguerite[8].
- Emplacement des anciens bureaux de la manufacture des allumettes d'Aubervilliers, installés à cet endroit en 1876[9].